# Арфексад, Пегги
Пегги́ Арфекса́д (фр. Pegguy Arphexad; род. 18 мая 1973, Лез-Абим, Гваделупа) — французский футбольный вратарь гваделупского происхождения, наиболее известный в качестве запасного голкипера «Ливерпуля», с которым он выиграл шесть наград.

## Карьера
Арфексад начинал свою карьеру во Франции, а в 1997 году перебрался в Англию, где стал выступать за «Лестер Сити». «Звёздным часом» для него стала кампания в Кубке лиги в 1999/00, когда он заменил получившего травму вратаря Тима Флауэрса и взял два одиннадцатиметровых удара в серии пенальти. В финале турнира Пегги не играл, оставшись на скамье запасных, однако он получил медаль победителя турнира. В мае 2000 года Пегги во всей красе проявил себя в матче против «Ливерпуля» на «Энфилде» — «красным» во что бы то ни стало было необходимо побеждать, чтобы пробиться в розыгрыш Лиги чемпионов, однако Арфексад не позволил им этого сделать.
Выступление Пегги настолько впечатлило тогдашнего менеджера «Ливерпуля» Жерара Улье, что он предложил Арфексаду переехать в Мерсисайд, чтобы стать дублёром Сандера Вестерфельда. Французский голкипер принял предложение и перешёл в «Ливерпуль» по правилу Босмана. С новой командой Арфексад выиграл шесть трофеев, причём все шесть в качестве запасного игрока, не выходившего на поле. Хотя он и показывал своё мастерство, время от времени появляясь в составе, Пегги так и не смог доказать, что может стать первым номером команды. После ухода Вестерфельда он предпочёл и дальше выступать лишь в матчах резервной команды и не стремился сменить клуб, чтобы получать хотя бы какую-то практику выступлений в первой команде.
Летом 2003 года «Ливерпуль» принял решение расстаться с этим футболистом. Арфексад перешёл в «Ковентри Сити», но и там, и в «Ноттс Каунти», и в марсельском «Олимпике», в котором Пегги завершил карьеру, он оставался всего лишь резервным вратарём.

## Достижения
- Обладатель Кубка Лиги (2000, 2001, 2003)
- Обладатель Кубка Англии (2001)
- Обладатель Кубка УЕФА (2001)
- Обладатель Суперкубка Англии (2001)
- Обладатель Суперкубка УЕФА (2001)